# Mystique Ro
Mystique Ro, född 18 juli 1994, är en amerikansk skeletonåkare.

## Karriär
Vid VM 2025 i Lake Placid tog Ro silver i damernas tävling, vilket var USA:s första VM-medalj i skeleton sedan 2013. Hon tog även guld tillsammans med Austin Florian i den mixade lagtävlingen.